# Yves Eigenrauch
Yves Eigenrauch (Minden, 24 april 1971) is een voormalig betaald voetballer uit Duitsland. Hij speelde als rechtsachter en maakte twaalf seizoenen de dienst uit bij FC Schalke 04. In 1997 won hij hiermee de UEFA Cup.

## Clubcarrière
Eigenrauch etaleerde tussen 1988 en 1990 een uitstekende vorm bij Arminia Bielefeld, waarmee hij debuteerde in het betaald voetbal. Deze leverde hem een transfer op naar FC Schalke 04, waarvoor hij de rest van zijn loopbaan zou blijven voetballen. Met Schalke won Eigenrauch, die de vaste rechtsachter van het elftal was, de UEFA Cup 1996/97 na een strafschopserie tegen Inter Milan. In 2002 kwam een abrupt einde aan zijn loopbaan door een knieblessure.